# Ihne (Fluss)
Die Ihne im Sauerland ist ein etwa 12,2 km langer, westlicher und orographisch linker Zufluss der Bigge im Märkischen Kreis und im Kreis Olpe, Nordrhein-Westfalen (Deutschland). Sie verläuft im ehemaligen Naturpark Ebbegebirge.

## Verlauf
Die Ihne entspringt im Märkischen Kreis an der Nordnordostflanke des Bergs Horst (514,9 m ü. NHN). Ihre Quelle liegt im Stadtgebiet von Meinerzhagen am Rand des Hofs Wickeschliede, der zum östlichen Stadtteil Valbert gehört. Sie befindet sich auf etwa 457 m Höhe.
In überwiegend östlicher Richtung fließt die Ihne zwischen dem Ebbegebirge im Nordwesten und dem Biggesee im Südosten  durch den Naturpark Ebbegebirge: Anfangs steuert der Bach in nordöstlicher Richtung auf Valbert zu, knickt aber noch vor der Ortschaft in Richtung Osten ab und nimmt das Wasser der Wutbecke und deren Zufluss Ihne auf, der als Ihne-Namensvetterbach aus Valbert kommend kurz vor der Wutbeckemündung zufließt.
Etwas weiter Bach abwärts tangiert die Ihne das Dorf Ihne, einem Stadtteil von Meinerzhagen, wonach linksseitig die Schmale Becke einmündet. Später münden im Stadtteil Mühlhofe von Norden kommend das Ebbenwasser (Ebbebach) und aus gleicher Richtung im Stadtteil Grotewiese der kleine Rinkscheider Siepen ein.
Bei rechtsseitigem Einmünden des Worbscheider Bachs erreicht die Ihne den Kreis Olpe, in dem sie den Attendorner Stadtteil Albringhausen südlich passiert, wobei linksseitig der Ränkebach einmündet. Ab Albringhausen verläuft sie auf 2,462 km Länge durch Attendorner Stadtgebiet.
Anschließend tangiert die Ihne Listerscheid und verläuft durch den Stadtteil Papiermühle, wo von Norden heran fließend der Wesebach einmündet. Dann passiert sie den Stadtteil Petersburg und durchfließt den Stadtteil Kraghammer.
Danach passiert die Ihne den Stadtteil Neu-Listernohl, um etwas unterhalb des Biggeseestaudamms, direkt südsüdwestlich der Attendorner Kernstadt und wenige Meter nach Einmündung des von Norden heran fließenden Eckenbachs von Westen kommend auf etwa 257 m Höhe in die Bigge zu münden, die unmittelbar zuvor aus Richtung Süden in unterirdischen Stollen dem Biggesee entfließt und dann der Lenne zustrebt.

## Einzugsgebiet und Hydrologie
Das Einzugsgebiet der Ihne ist 44,493 km² groß. Der Ruhrverband betreibt an der Ihne den Pegel Kraghammer, dessen Nullpunkt bei 275,138 m Höhe liegt.